# Lophocampa labaca
Lophocampa labaca là một loài bướm đêm thuộc phân họ Arctiinae, họ Erebidae.